# Панама (провінція)
Панама (ісп. Provincia de Panamá) — одна з провінцій Панами. Адміністративний центр — місто Панама (столиця країни).

## Географія
Площа провінції становить 9633 км². Розташована на півдні центральної частини країни. Межує з провінціями: Кокле (на заході), Колон і Ґуна-Яла (на півночі), Куна-де-Мадуґанді (на північному сході) і Дар'єн (на сході). На півдні омивається водами Тихого океану. Через провінцію проходить південна частина Панамського каналу. Найвища точка провінції — гора Сєрро-Тринідад (1300 м над рівнем моря).

## Населення
Населення провінції за даними на 2010 рік становить 1 713 070 осіб. Щільність населення — 177,83 чол./км².

## Адміністративний поділ
В адміністративному відношенні ділиться на 11 округів:
- Арріхан
- Бальбоа
- Лідіс-де-Капірі
- Чаме
- Чепо
- Чиман
- Ла-Чоррера
- Панама
- Сан-Карлос
- Сан-Мігеліто
- Табога